# Sœurs du Précieux Sang
Ne doit pas être confondu avec Sœurs missionnaires du Précieux-Sang, Adoratrices du Précieux-Sang ou Adoratrices du Sang du Christ.
Les Sœurs du Précieux Sang (en latin : Congregationis Sororum a Pretiosissimo Sanguine) sont une congrégation religieuse féminine enseignante et sociale de droit pontifical.

## Historique
En 1852, une communauté de jeunes femmes sous la direction de Marie Mathilde Bucchi (1812-1882) commence à travailler avec les filles de la Charité Canossiennes de Monza dans le but de créer un Tiers-Ordre. Lorsqu'il est apparu clairement que la communauté ne pouvait pas continuer à œuvrer au sein de la congrégation canossienne (la règle des filles de la Charité Canossiennes n'autorisant pas les sœurs d'avoir des religieuses d'une autre classe) en 1874, le groupe forme une congrégation religieuse autonome et le père Juste Pantalini, barnabite rédige de nouvelles constitutions religieuses pour elles.
L'institut est reconnu de droit diocésain le 17 mai 1876 par l'archevêque de Milan Luigi Nazari di Calabiana et reçoit l'approbation du pape le 10 juillet 1934.  
En 1938, elles s'ouvrent au travail d'évangélisation en aidant les barnabites dans des missions à Pará.
La fondatrice est reconnue vénérable le 28 avril 2006 et une sœur de l'institut, Alphonsa Clerici, est béatifiée le 23 octobre 2011.

## Activités et diffusion
Les sœurs du Précieux Sang se consacrent à l'enseignement et aux œuvres sociales.
Elles sont présentes en Italie, au Brésil, au Kenya, au Timor oriental, en Birmanie.
La maison-mère se trouve à Monza. 
En 2017, la congrégation comptait 385 sœurs dans 55 maisons.